# موالی تونی

موالی تونی (درگذشت ۹۴۹ ه. ق) طبیب و شاعر ایرانی عصر صفوی در نیمه نخست سده دهم هجری است. اشعار او دارای انواع صنایع لفظی و معنوی و تشبیهات و استعارات است در دیوانش بارها به مباحث نعمت و توحید پرداخته است.
از او تنها یک دیوان خطی به جای مانده که در کتابخانه مجلس شورای اسلامی نگاهداری می‌شود. این دیوان شامل قصاید، غزلیات، تخمیسات، ساقی نامه، رباعیات که حاوی ۳۶۵۹ بیت است.
موالی در سال ۹۴۹ ه. ق چشم از جهان فروبست.

## نمونه شعر
| دین پناها همین سعادت بس  |  | که ز تونم نه از دیار دگر |
| زان دیاری که آید از خاکش |  | بوی مهر و محبت حیدر      |
| بوده‌ام در دیار شیعه بسی  |  | کرده‌ام عمرها به دهر سفر  |
| در تشیع ولی چو مردم تون  |  | در نیامد کسی مرا به نظر  |

## جستارهایی وابسته
- شهرستان فردوس
- فردوس